# Oscar Dolch
Oscar Dolch (12. prosince 1876? – 18. října 1943? Praha) byl konstruktér švýcarského nebo německého původu působící v Československu, lokomotivní šéfkonstruktér Škodových závodů v Plzni lokomotiv, autor konstrukce řady rychlíkových lokomotiv řady 387.0 Mikádo.

## Život

### Původ
Pocházel ze Švýcarska nebo Německa, byl evangelického vyznání.

### Škoda Plzeň

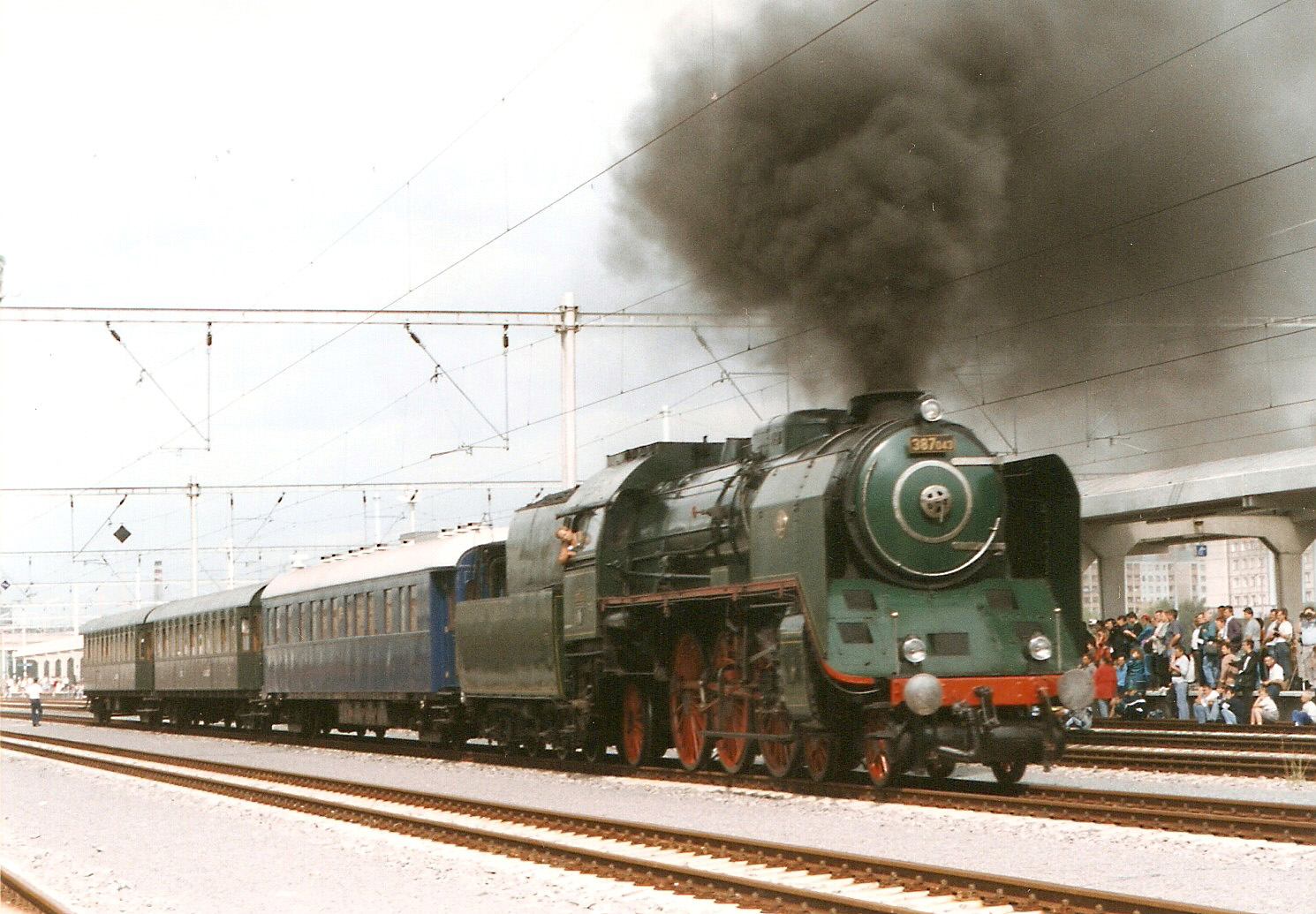
Lokomotiva 387.043 v roce 1998 na oslavách 150 let železnic na Slovensku v Bratislavě-Petržalce

Počátkem 20. století začal pracovat ve Škodových závodech v Plzni, posléze zde získal pozici šéfkonstruktéra lokomotiv. Roku 1924 zkonstruoval lokomotivy řadu 387.0 Mikádo, kterou následně převzaly Československé státní dráhy, především pro své rychlíkové spoje. Mimo jiné ve Škodě Plzeň navrhl také lokomotivy řad 386.0 a 387.0 .
Spolu s Vojtěchem Kryšpínem, šéfkonstruktérem pražského strojařského závodu ČKD, patřil Oscar Dolch k předním konstruktérům lokomotiv v tehdejším Československu.

### Úmrtí
Oscar Dolch zemřel 18. října 1943. Byl pohřben v hrobce na Evangelickém hřbitově ve Strašnicích.
S odchodem téměř veškerého německého obyvatelstva města v rámci odsunu Sudetských Němců z Československa ve druhé polovině 40. let 20. století zůstal hřbitov a hroby německých obyvatel opuštěny a bez údržby, původní hrob Oscara Dolcha byl zničen. Strašnický evangelický hřbitov byl rekonstruován a znovuotevřen roku 2015, náhrobek Oscara Dolcha byl roku 2020 obnoven díky iniciativě z. s. Zababov.